# Phyllachora concentrica
Phyllachora concentrica är en svampart som beskrevs av Rossman 1986. Phyllachora concentrica ingår i släktet Phyllachora och familjen Phyllachoraceae.   Inga underarter finns listade i Catalogue of Life.